# Gabriel Ruiz (Komponist)
Gabriel Ruiz Galindo (* 18. März 1908 in Guadalajara; † 31. Januar 1999 in Guadalajara) war ein mexikanischer Komponist.

## Leben
Ruiz studierte in Guadalajara Musik und zwei Jahre lang Medizin. 1930 erhielt er ein Stipendium für ein Studium am Conservatorio Nacional de Música in Mexiko-Stadt, das er vier Jahre später bei einem Auftritt mit dem Orquesta Sinfónica Nacional unter Carlos Chávez Ramírez am Teatro Abreu mit dem Diplom als Konzertpianist abschloss.
In Zusammenarbeit mit  Ricardo López Méndez entstanden seine ersten Lieder Inútil und Reto. Weitere erfolgreiche Kompositionen waren Amor, Desesperadamente und Mar (wieder mit López Méndez), Usted und Perdóname mi vida mit José Antonio Zorrilla Monís, Despierta, en mancuerna mit Gabriel Luna de la Fuente, Soberbia mit Rodolfo Sandoval, Mazatlán, La Parranda und La Cita. Auch mit Mario Molina Montes, Rodolfo Chamaco Sandoval, Teddy Fregoso, Elías Nandino und anderen arbeitete er als Komponist zusammen.
Ruiz war Gründungsmitglied der Sociedad de Autores y Compositores de México. Als deren Vertreter nahm er 1962 an der Delegiertenkonferenz der Confédération Internationale des Sociétés d’Auteurs et Compositeurs in Rom teil.  1967 erhielt er für je eine Million Aufführungen seiner Lieder Amor, Mar und La Parranda drei Diplome und Goldmedaillen der Broadcast Music Incorporated in New York. Die Stadt Mazatlán überreichte ihm 1978 als Dank für seine Lieder Mazatlán und Noches de Mazatlán die Schlüssel der Stadt, benannte eine Straße nach ihm und ernannte ihn zum Ehrenbürger. 1980 erhielt er aus der Hand von Gouverneur Flavio Romero de Velasco den Premio Jalisco und wurde zum El melodista de América ernannt. 1989 wurde er neben Manuel Esperón und Consuelito Velázquez durch Präsident Carlos Salinas de Gortari mit dem Premio Nacional de Ciencias y Artes ausgezeichnet.